# Saurenchelys
Saurenchelys – rodzaj ryb promieniopłetwych z rodziny Nettastomatidae.

## Rozmieszczenie geograficzne
Do rodzaju należą gatunki występujące w wodach Oceanu Atlantyckiego, Oceanu Indyjskiego (włącznie z Morzem Czerwonym) i Oceanu Spokojnego.

## Morfologia
Długość ciała do 65 cm; brak danych dotyczących masa ciała.

## Systematyka
Rodzaj zdefiniował w 1864 roku niemiecki zoolog Wilhelm Peters w artykule poświęconym nowym rodzajom ssaków, gadów, płazów i ryb, opublikowanym w czasopiśmie Monatsberichte der Königlichen Preussische Akademie des Wissenschaften zu Berlin. Gatunkiem typowym jest (oznaczenie monotypowe) S. cancrivora.

### Etymologia
- Saurenchelys: gr. σαυρος sauros ‘jaszczurka’; εγχελυς enkhelus ‘węgorz’[5].
- Dietrichthys: Amalie Dietrich (1821–1891), niemiecka botaniczka i zoolożka; gr. ιχθυς ikhthus ‘ryba’[2]. Gatunek typowy (oryginalne oznaczenie (również monotypowe)): Chlopsis (Dietrichthys) finitimus Whitley, 1935.

### Podział systematyczny
Do rodzaju należą następujące gatunki:
- Saurenchelys cancrivora Peters, 1864
- Saurenchelys cognita Smith, 1989
- Saurenchelys elongata (Kotthaus, 1968)
- Saurenchelys fierasfer (Jordan & Snyder, 1901)
- Saurenchelys finitima (Whitley, 1935)
- Saurenchelys gigas Lin, Smith & Shao, 2015
- Saurenchelys halimyon van Utrecht, 1983
- Saurenchelys lateromaculata (D’Ancona, 1928)
- Saurenchelys meteori Klausewitz & Zajonz, 2000
- Saurenchelys petersi Day, 1878
- Saurenchelys stylura (Lea, 1913)
- Saurenchelys taiwanensis Karmovskaya, 2004